# Christoph Kehr
Christoph Kehr OT (* 1963 in Westerburg, Rheinland-Pfalz) ist ein römisch-katholischer Ordenspriester und Prior der deutschen Provinz des Deutschen Ordens.

## Leben
Christoph Kehr wurde in Westerburg geboren und verbrachte seine Kindheit dort. Nach seiner Schulzeit arbeitete er bei einer Bank in Frankfurt am Main. Mit Mitte dreißig entschied er sich für ein religiöses Leben. Er kam über einen Schulfreund in Kontakt mit dem Deutschen Orden. 1999 trat er in den Orden ein und legte drei Jahre später seine ewige Profess ab. 2006 wurde er durch Erzbischof Friedrich Kardinal Wetter zum Priester geweiht. Vor seiner Wahl als Prior war er für verschiedene seelsorgerische Tätigkeiten verantwortlich. Er wurde 2015 zum Prior der Deutschen Brüderprovinz gewählt und ist seitdem im Amt. Er wurde 2024 für weitere drei Jahre in seinem Amt bestätigt. Er ist zudem Generalökonom des Ordens.